# マディソン郡区 (アイオワ州バトラー郡)
マディソン郡区は、アメリカ合衆国、アイオワ州、バトラー郡にある16の郡区の一つである。2000年の国勢調査で、人口は353人だった。

## 地理
マディソン郡区は、94.3平方キロメートル（36.41平方マイル)で、組み込まれた自治体(incorporated settlements)はない。アメリカ地質調査所によると、この郡区はMadisonの1つの霊園が含まれる。